# Dysdera apenninica
Dysdera apenninica este o specie de păianjeni din genul Dysdera, familia Dysderidae, descrisă de Alicata, 1964.
Este endemică în Italia. Conține o singură subspecie: D. a. aprutiana.